# Neil Gorsuch
Neil McGill Gorsuch, född 29 augusti 1967 i Denver, Colorado, är en amerikansk advokat, rättsfilosof och domare vid USA:s högsta domstol.
Gorsuch avlade examina vid Columbia University och Harvard University, innan han doktorerade i rättsfilosofi vid Oxford University 2004. Åren 2006–2017 var han verksam som federal domare i United States Court of Appeals for the Tenth Circuit. 
Sedan den 10 april 2017 är han en av nio domare vid USA:s högsta domstol. Han nominerades till ämbetet av USA:s 45:e president Donald Trump i januari 2017. Han är den första domare i högsta domstolen som tjänar tillsammans med en domare som han en gång tjänstgjorde för (Anthony Kennedy).
Gorsuchs är en konservativ domare och hans rättssyn ligger nära naturrättsläran.

## Biografi

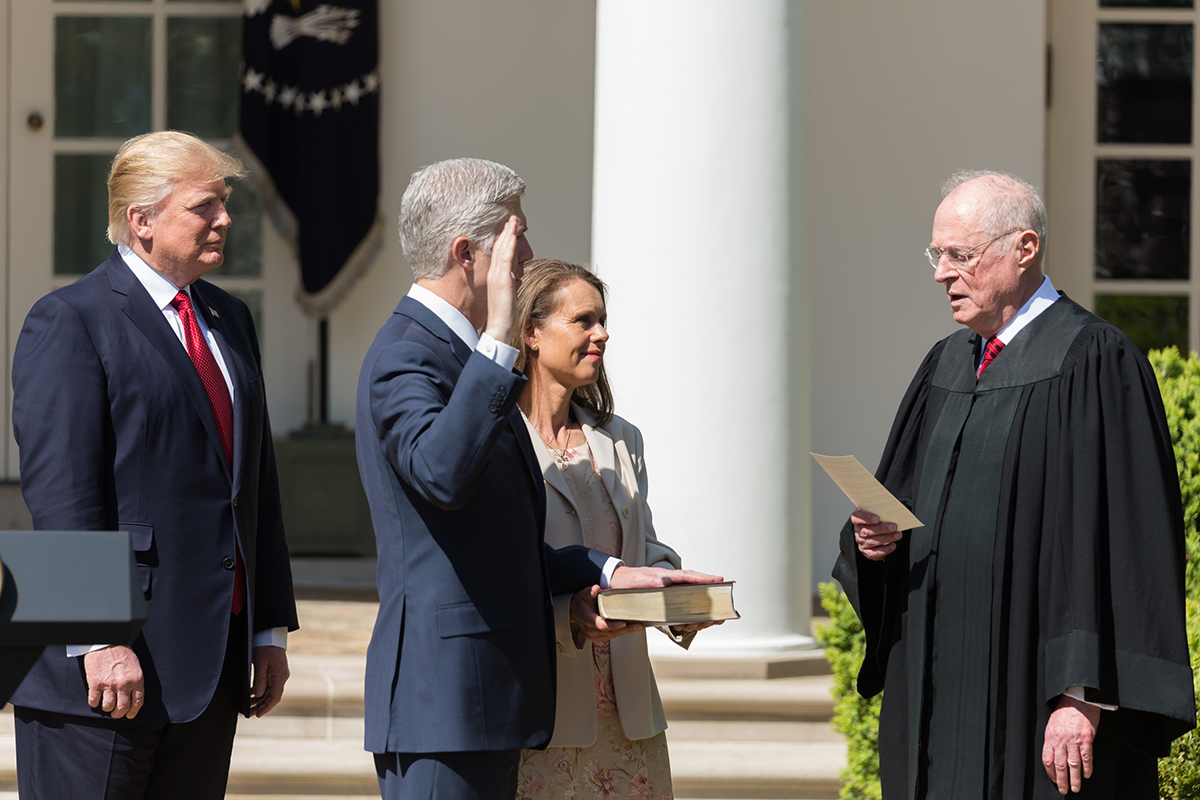
Gorsuch svärs in som domare i USA:s högsta domstol den 10 april 2017.

### Utbildning
Gorsuch avlade kandidatexamen (B.A.) i statsvetenskap 1988 vid Columbia University. 1987 var Gorsuch en av tre studenter i USA som fick stipendiet Truman Scholarship. Stipendiet gjorde det möjligt för Gorsuch att fortsätta sina studier vid juristprogrammet på Harvard University. Han avlade juristexamen (J.D.) 1991. Han tog juristexamen med cum laude och tillhörde alltså de cirka 25 procent bästa studenterna i sin årgång. Under sin tid vid Harvard University var han även verksam som en av redaktörerna på den juridiska tidskriften Harvard Journal of Law and Public Policy. USA:s 44:e president Barack Obama var en av Gorsuchs klasskamrater på Harvard.
Gorsuch avlade doktorsexamen (PhD) i rättsfilosofi vid Oxford University (University College) 2004. Hans avhandling behandlade rättigheterna till assisterat självmord och eutanasi utifrån amerikansk lagstiftning. Han handleddes av professor John Finnis. Under tiden som doktorand vid Oxford träffade han sin hustru Louise.

### Domarkarriär
Den 8 augusti 2006 tillträdde Gorsuch som domare vid United States Court of Appeals for the Tenth Circuit, med säte i Denver, Colorado. Han nominerades till ämbetet av USA:s 43:e president George W. Bush. Gorsuch avgick i april 2017 för att istället bli domare vid USA:s högsta domstol.
Den 30 januari 2017 nominerades Gorsuch av USA:s 45:e president Donald Trump till att överta den tomma stolen efter Antonin Scalia i USA:s högsta domstol. I likhet med sin företrädare Scalia betraktas Gorsuch som en konservativ domare. Den 7 april 2017 godkändes nomineringen i USA:s senat, varpå han svors in som domare den 10 april 2017 under en ceremoni i Vita husets rosenträdgård.
Gorsuchs rättssyn har beskrivits ligga nära naturrättsläran. Han har beskrivit sig själv vara en originalist, vilket innebär att han tolkar USA:s konstitution bokstavstroget utifrån den historiska kontext i vilken den skrevs. Originalism är en vanlig inriktning bland konservativa domare i USA och även Gorsuchs företrädare Antonin Scalia var en originalist.